# Chhattisgarh Mukti Morcha
Chhattisgarh Mukti Morcha (Chhattisgarhs Befrielsefront) är ett politiskt parti i delstaten Chhattisgarh i Indien.
Den 3 mars 1977 grundades Chhattisgarh Mines Shramik Sangh (Chhattisgarhs Gruvarbetarförbund) av Shankar Guha Niyogi. 1982 bildade CMSS CMM som sin politiska front. CMM skapades för att kämpa för regionens kulturella identitet och för arbetarna och böndernas levnadsvillkor. CMM organiserade sociala kampanjer, bland annat mot alkoholmissbruk och upprättade sociala projekt, bland annat ett arbetarfinansierat sjukhus.
Niyogi mördades i Bhilai 1991. 
Idag är Janak Lal Thakur ordförande för CMM och Anoop Singh dess sekreterare.
CMM:s motto är Sangharsh aur Nirman (Kamp och Uppbyggnad). Ett annat motto är Virodh Nahi Vikalp (Inte motstånd, utan alternativ).
CMM var neutrala i frågan om bildandet av en separat delstat av Chhattisgarh.
CMM är mycket aktiva i kampen mot genmodifierade grödor.
I delstatsvalet i Chhattisgarh 2003 hade CMM lanserat åtta kandidater, som tillsammans fick 37 335 röster.